# TV Guide
TV Guide — американская цифровая медиакомпания, предоставляющая информацию о списках телевизионных программ, а также новости, связанные с развлечениями и телевидением.
Компания продала свое подразделение печатных журналов, TV Guide Magazine LLC, в 2008 году.

## История
3 апреля 1953 года вышел первый номер еженедельника с развёрнутой телепрограммой.
В 1974 году тираж достиг рекордной отметки в 19 миллионов копий в неделю, и журнал попал в книгу рекордов Гиннесса, став первым еженедельным периодическим изданием, разошедшимся миллиардным тиражом в течение одного года.
Однако в начале века тираж упал и убытки составляли от $20 до $25 миллионов ежегодно. Новым генеральным директорам Ричардом Баттистой были проведены реформы.
Издание было приведено к нормам традиционного журнального формата. Соотношение статей и информации о телепрограммах изменилось: первые ранее составляли 25 % объёма, а в обновленной версии их доля достигла 75 %. Исчезла информация о региональных телепрограммах. Цена номера упала с $2.49 до $1.99.
13 октября 2008 года владелец продал убыточный журнал фонду OpenGate Capital за один доллар. При этом сайт издания остался в собственности владельца (и впоследствии был продан компании One Equity Partners,) со всем контентом TVGuide.com.
В январе 2009 года объём издания сокращён, однако уже в феврале частично восстановлен. В 2020 году TV Guide и другие проекты CNET были куплены компанией Red Ventures, перепродавшей 3 октября 2022 года TV Guide и другие свои Интернет-проекты организации Fandom в рамках сделки по продаже активов на общую сумму около 50 млн долларов.